# رصد

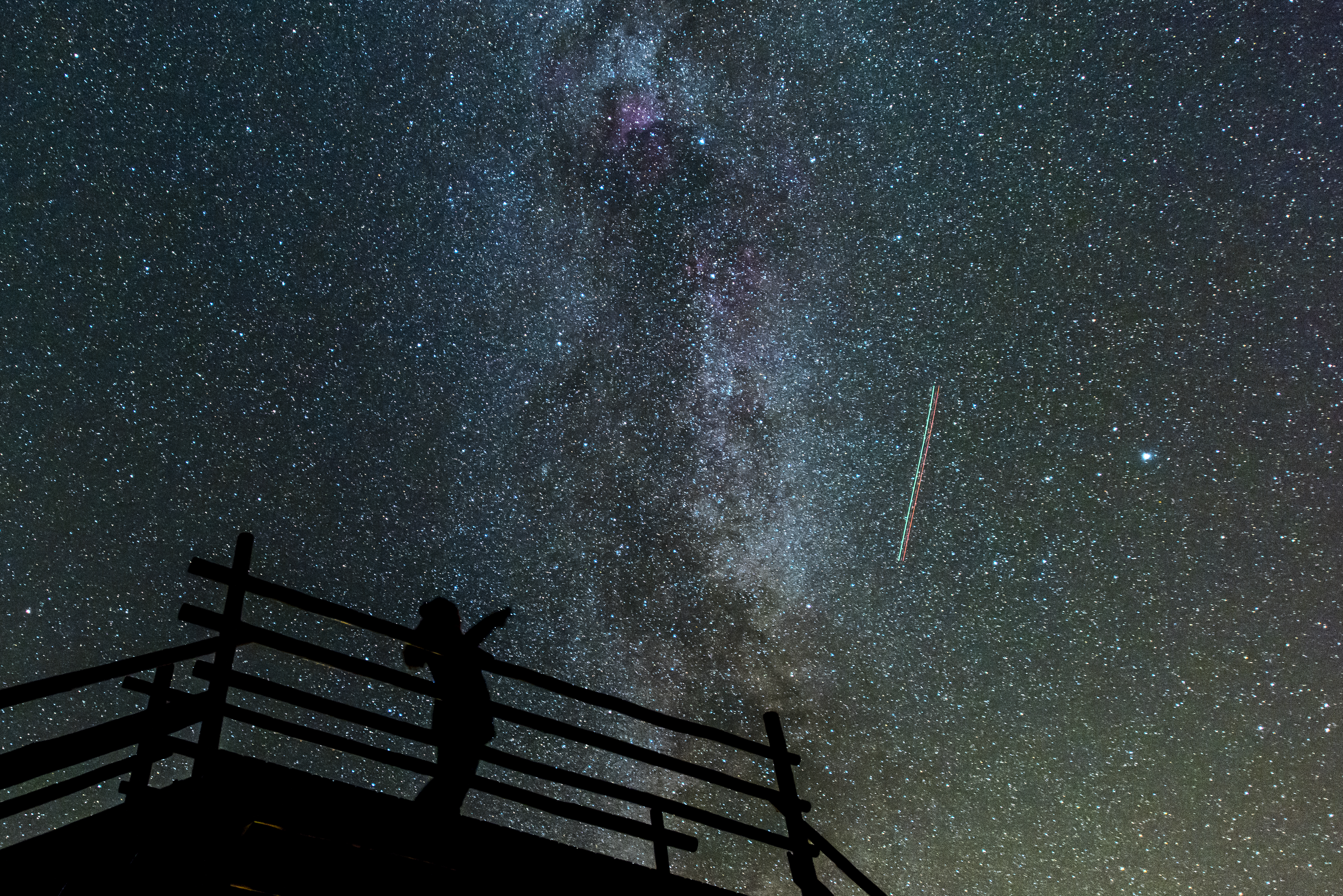

الرصد أو الملاحظة العلمية هي كل فعالية لكائن حي عاقل وواع وقادر على الإحساس واستخراج المعرفة من الظواهر الطبيعية الموجودة في محيطه اعتمادا على إطاره الخاص من المعرفة المسبقة والأفكار.
يتم من خلال عملية الرصد الحصول على المعلومات من مصدر رئيسي. تُسْتَخْدَمُ الحواس في رصد الكائنات الحية والرصد في مجال العلوم قد يتضمن تسجيل البيانات باستخدام أدوات علمية. وقد يشير هذا المصطلح ايضاً إلى أي بيانات تم جمعها خلال النشاط العلمي. عملية الرصد إما أن تكون نوعية أو كمية، تكون نوعية عندما يتم ملاحظة وجود أو فقدان الممتلكات، وتكون كمية إذا كانت القيمة العددية للمتلكات مرتبطة بظاهرة ملحوظة وتكون عن طريق العد أو القياس.
يمكن لعملية الرصد أو الملاحظة أن تسجل بدون الاستعانة بآلات أو تجهيزات لكنها غالبا ما تكون غير موثوقة وغير قابلة للتكرار نتيجة ما نسميه بتأثير الراصد Observer effect لذلك لا يتم الاعتماد كثيرا على الخبرة والملاحظة الفردية للشخص محاولين الحصول على تجهيزات تكون أكثر دقة وقدرة ولا تتأثر كثيرا باختلاف العامل عليها. من هنا بدا استخدام مقياس الطيف، وراسم الاهتزاز، والكاميرات، والمراقيب وقياس التداخل وموازين الحرارة. معظم هذه الأجهزة تعتمد على الظواهر الطبيعية وتحوراتها وتستخدم في الفيزياء بشكل خاص. مصطلح رصد مستخدم بشكل خاص في علم الفلك للإشارة لرصد النجوم والكواكب باستخدام المراقيب أو المراصد الفلكية.
بالرغم من هذا فأن ميكانيكا الكم تطرح أسئلة كثيرة حول تأثير آلات القياس والملاحظة على الظواهر المقيسة ضمن العالم الكمومي مما يفتح من جديد سؤال الرصد والقياس في العالم الكمومي.

## الرصد في العلم
تتطلب الطرق العلمية لرصد الظواهر الطبيعية بتشكيل واختبار الفرضيات وصياغتها. وتتكون من الطرق الثانية:
1. طرح سؤال يتعلق بالظواهر الطبيعية.
2. القيام برصد الظاهرة
3. صياغة فرضية تكون جواباً للسؤال بشكل مبدئي.
4. التنبؤ بمنطقية وملاحظة نتيجة الفرضية التي لم يجرى تحقيقها.
5. اختبر توقعات الفرضية من خلال التجارب والدراسات الرصدية والدراسات الميدانية أو عن طريق المحاكاة.
6. استخلص الإستنتاجات من البيانات التي تم جمعها خلال التجربة أو قم بمراجعة الفرضية أو شكل فرضية جديدة وقم بإعادة العملية.
7. اكتب طريقة وصفية لعملية الرصد ونتائجها والاستنتاج التي تم التوصل اليه.
8. قم بطلب زملائك ذوي الخبرة في نفس المجال بالبحث عن نفس الظاهرة لتقييم النتائج.

تقوم عملية الرصد بدور كبير في الخطوتين الثانية والخامسة من خطوات الطرق العلمية. ومع ذلك، فإن الحاجة إلى إعادة التكرار تتطلب ان تكون الملاحظات من شخص اخر ليتم مقارنة النتائج. إن إنطباعات المفهوم البشري هي ذاتية ونوعية مما يجعل تسجيلها أو مقارنتها صعباً. يسمح استخدام القياس المطور من تسجيل ومقارنة الملاحظات في اوقات واماكن مختلفة من قبل اشخاص مختلفين. يتكون القياس من استخدام الملاحظات لمقارنة الظاهرة التي تم ملاحظتها بوحدة قياسية. قد تكون الوحدة القياسية قطعة مصنوعة يدوية أو تكون عملية أو تعريف مكرر ويشاركة جميع الملاحظين. في قياس عدد الوحدات القياسية فإنها تساوي الملاحظة المحسوبة. تقلل عملية القياس الملاحظة إلى رقم يمكن تسجيلة، كما ان لو كانت نتيجة ملاحظتين متساويتين بالرقم يكون لهما نفس الحل لهذة العملية.
الإحساس البشري محدود وعرضة لحدوث الأخطاء في الإدراك كالأوهام البصرية. تم تطوير اداة علمية لمساعدة قدرات الأنسان في عملية الرصد والملاحظة: كالميزان والساعات والمنظار والمجاهر ومقاييس الحرارة واجهزة التصوير والتسجيل ويترجمها ايضاً إلى شكل ملموس لايمكن ملاحظته بالحواس المجردة. وهنالك ايضاً مؤشر الأصباغ والفولتميترات ومعدات قياس الطيف وآلات التصوير بالأشعة تحت الحمراء وأجهزة رسم الذبذبات ومقاييس التداخل وعداد الجايجر (جهاز خاص بكشف الاشعاعات النووية) وأجهزة استقبال إذاعية.
إحدى المشكلات التي تواجه المجالات العلمية هي تأّثر عملية الرصد بالملاحظة التي وُجدت مما يؤدي إلى نتائج مختلفة أكثر في حالة عدم وجود ملاحظة تدرس. وهذا ما يدعى تأثير المٌرصد . على سبيل المثال، عادةً يكون من المستحيل ان تقيس ضغط الهواء في عجلات السيارة دون ان تدع قليلاً من الهواء يخرج وبالتالي يتغير ضغط الهواء. ومع ذلك، من الممكن تقليل تأثيرعملية الرصد على الملاحظة في المجالات العلمية إلى مستوى ضئيل جداً عن طريق استخدام معدات أفضل.
فهي تعتبر عملية فيزيائية بحد ذاتها، حيث تجمع أنواع عمليات الرصد سواء كانت بواسطة (الإنسان أو الآلات) التي تتضمن توسيع في النطاق فهي بالتأكيد عملية ديناميكية حرارية وزيادة في الإنتروبيا.

## تناقضات الرصد
تختلف نتائج عملية الرصد في بعض المجالات العلمية بناءً على عدة عوامل والتي قد تكون غير مهمة في الملاحظات اليومية. غالباً يتم توضيح ذلك بـ «التناقضات» التي يختلف فيها ظهور الحدث عند وجهتي نظر مختلفة وقد يخالف ذلك «المنطق السليم».
- عنصر قائمة منقطة

النسبية: وبعبارة أخرى الفيزياء النسبيّة وهي التي تتعامل مع قرب سرعة الضوء. وقد وُجد أن الملاحظات المختلفة قد ترصد قيم مختلفة بناءاً على سرعة الجسم النسبية حيث تختلف في (الطول أو المعدل الزمني أو الكتلة أو أي خصائص أخرى للجسم). على سبيل المثال، في الثنائي المتناقض، يذهب أحدهما في رحلة بسرعة ممثالة لسرعة الضوء ويعود للمنزل أصغر من الذي بقى في المنزل. هذا لا يُعتَبَر تناقضًا فالوقت يمضي بمعدل أبطأ عندما يتم قياسه في مجال الجسم المتحرك. في الفيزياء النسبية، يجب دائماً أن تشترط عملية الرصد بتحديد حالة الحركة للمُلاحظ، حيث يعتبر إطارًا مرجعيًّا لها.
- ميكانيكا الكم: هي وصف لسلوك الأجسام الصغيرة جداً، ولا يمكن أبدًا رصد النظام الكمي دون التعديل عليه ويجب ان تعتبر «الملاحظة» جزء من النظام الذي تجرى دراستة. يتم تمثيل الأجسام الكمّية بصورة مفردة عن طريق الدالة الموجية التي غالبا ما توجد مترسخة أو متجانسة في حالات مختلفة.

ومع ذلك، عندما تجرى عملية الرصد من أجل تحديد الموقع الفعلي أو حالة الجسم فغالباً مايتم ايجاد الجسم في حالة مفردة وليست «متجانسة». يبدو أن تفاعل عملية الرصد أدى إلى «انهيار» الدالة الموجية إلى حالة واحدة. لذلك فإن أي تفاعل بين الدالة الموجية المفردة والعالم الخارجي ينتج منه انهيار الدالة الموجية ويدعى «الملاحظات أو القياسات»، فيما إذا كانت جزءًا من عملية الرصد المعتمدة أم لا.

## التحيزات
لا تعمل الحواس البشرية مثل آلة تصوير الفيديو، حيث تسجل جميع الملاحظات من دون تحييز. يحدث الإدراك البشري من خلال عملية معقدة وغير واعية للفكرة المجردة، حيث يتم ملاحظة وتذكر بعض التفاصيل المعينة دون الباقى، وبقية البيانات تُنسَى. البيانات التي تم تذكرها أو نسيانها بناءاً على نموذج ذاتي للشخص أو تمثلاً للعالم يطلق عليها علماء النفس بـ مخطط (نمط ذهني) يبنى على مدى حياتنا بأكملها. يتم تركيب البيانات في هذا المخطط. عندما يتم تذكر الأحداث لاحقاً، يتم ملئ فجوات الذاكرة ببيانات «معقولة» يختلقها العقل لتناسب النموذج ويدعى ذلك بـ الذاكرة الإنشائية. النظم القيمية الداخلية تقيِّم مدى اهمية البيانات المختلفة التي تمت ملاحظتها للفرد. يعتمد مدى اهتمام البيانات المختلفة التي تمت ملاحظتها على النظم القيمية الداخلية التي يُقَيِّم أهميتها الفرد. وبسبب ذلك يمكن لشخصين أن يشاهدا نفس الحدث فيستنتجان افكارًا مختلفة تماماً عن بعضهما وايضاً قد يختلفان بالآراء حول حقائق بسيطة. وهذا هو السبب بأن العين قد تشهد حقائق لا يمكن الاعتماد عليها.
وفيما يلي العديد من الطرق المهمة التي قد تتأثر فيها الملاحظات بواسطة علم النفس البشري:

### التحيز التأكيدي
تحيز الملاحظات البشرية نحو تأكيد توقعات المراقب الواعي وغير الواعي ورؤيته للعالم. نحن «نرى ما نتوقع رؤيته». وهذا ما يسمى التحيز التأكيدي في علم النفس.
وبما أن موضوع البحث العلمي هو اكتشاف ظواهر جديدة، فإن هذا التحيز قد تسبب في إغفال اكتشافات جديدة؛ مثال واحد هو اكتشاف الأشعة السينية. كما يمكن أن يؤدي إلى دعم علمي خاطئ للأساطير الثقافية على نطاق واسع، من ناحية أخرى، كما في العنصرية العلمية التي تدعم أفكار التفوق العرقي في أوائل القرن العشرين. تؤكد التقنية العلمية الصحيحة على تسجيل دقيق لعمليات الرصد، وفصل الملاحظات التجريبية من الاستنتاجات المستخلصة منها، وتقنيات أخرى مثل تجربة المكفوفين لتقليل تحيز الملاحظة.

### علم عباد الحمولة علمياً
التحيز الآخر، الذي أصبح أكثر انتشارًا مع ظهور «العلم الكبير» والمكافآت الضخمة للاكتشافات الجديدة، هو تحيز لصالح فرضية أو نتيجة الباحث المرغوبة؛ نحن «نرى ما نريد أن نرى». يدعى هذا العلم الباثولوجي وعلم عباد الحمولة، وهذا يختلف عن التزييف المتعمد للنتائج، ويمكن أن يحدث للباحثين ذوي النوايا الحسنة. يمكن للباحثين الذين لديهم حافز كبير أو رغبة كبيرة في نتيجة معينة إساءة فهم أو سوء تقدير النتائج، أو حتى إقناع أنفسهم بأنهم رأوا شيئًا لم يفعلوه. من الأمثلة المحتملة للاكتشافات الخاطئة التي يسببها هذا التحيز المريخ «القنوات»، واشعة إن، ومتعدد الماء، والاندماج البارد، وآلات الحركة الدائمة. شهدت العقود الأخيرة فضائح علمية سببها باحثون يستخدمون النهج «السريع» مع أساليب المراقبة من أجل الحصول على نظريات مألوفة. وهذا النوع من التحيز متفش في العلوم الزائفة، حيث لا يتم اتباع التقنيات العلمية الصحيحة. إن الدفاع الرئيسي ضد هذا التحيز وبالإضافة إلى تقنيات البحث الصحيحة هو مراجعة الأقران وتكرار التجربة، أو الملاحظة من قبل باحثين آخرين ليس لديهم حافز للتحيز. على سبيل المثال، الممارسات الناشئة في مجال التكنولوجيا الحيوية التنافسية تتطلب توفير النتائج المادية للتجارب مثل الأمصال وزراعة الأنسجة، للمختبرات المتنافسة من أجل الاختبارات المستقلة.

### معالجة التحيز
يمكن للأدوات العلمية الحديثة معالجة «الملاحظات» بشكل واسع قبل عرضها على الحواس البشرية، وبالأخص في الأدوات المحوسبة. أحيانًا يكون السؤال حول مكان انتهاء «الملاحظة» ويبدأ استخلاص النتائج وأصبح هذا الأمر مسألة كبيرة مؤخراً حيث أن الصور المحسنة رقمياً نشرت على انها بيانات تجريبية على اوراق المجلات العلمية. ويتم تحسين الصور لِتُظهر مميزات يسعى الباحث إلى التركيز عليها، ولكن هذا أيضا له تأثير لدعم استنتاجات الباحث. هذا شكل من أشكال التحيز يصعب تحديده. بدأت بعض المجلات العلمية في وضع معايير تفصيلية لأنواع معالجة الصور المسموح بها في نتائج البحث. غالبًا ما تحتفظ الأجهزة المحوسبة بنسخة من «البيانات الأولية» من أجهزة الاستشعار قبل المعالجة، والتي تعتبر الدفاع النهائي ضد التحيز في المعالجة، وبالمثل تتطلب المعايير العلمية الحفاظ على النسخ الأصلية و«الغير الأصلية» للصور المستخدمة كبيانات بحث.

### تحيز الرصد
يظهر تحيز الرصد عندما ينظر الباحثون فقط إلى النتيجة التي يتوقع أنها صحيحة أو عندما يكون تسجيل الملاحظات سهلاً. ويدعى ذلك بتأثير إنارة الشارع.

## الرصد في الفلسفة
الرصد في الفلسفة هو مصطلح لعملية فرز المعلومات الحسية من خلال عملية التفكير. يتم تلقي المعلومات عبرالسمع أو البصرأو الرائحة أو التذوق أو اللمس ثم تحليلها من خلال كلاً من التفكير العقلاني أو غير العقلاني.
على سبيل المثال، لنفترض أن المُرصِد يشاهد ابوين يضربان طفلهم وبالتالي يستطيع المُرصِد ان يرى هذا التصرف جيد أو سيء. قد تستند اللإستنتاجات حول السلوكيات الجيدة أو السيئة بناءاً على التفضيلات أو بناء العلاقات أو دراسة العواقب الناجمة عن السلوك المرصود. مع مرور الوقت يكون الإنطباع موجوداً لدى الكثيرين، جنبا إلى جنب مع العلاقات والعواقب ويستطيع الفرد إنشاء اثر خلقي من سلوكة.